# Anadia brevifrontalis
Anadia brevifrontalis — вид ящірок родини гімнофтальмових (Gymnophthalmidae). Ендемік Венесуели.

## Поширення і екологія
Anadia brevifrontalis мешкають в горах Кордильєра-де-Мерида, на території венесуельського штату Мерида, зокрема в Національних парках Сьєрра-Ла-Кулата і Сьєрра-Невада. Вони живуть на відкритих високогірних луках парамо, серед каміння, на висоті від 2900 до 3600 м над рівнем моря. Активні вдень.

## Збереження
МСОП класифікує цей вид як такий, що перебуває під загрозою зникнення. Anadia brevifrontalis загрожує знищення природного середовища.